# 福特蒙迪欧
福特蒙迪欧（Ford Mondeo），是福特汽车公司在世界多个市场出售的一款中型轿车，福特以創汽車界紀錄的六十億美元開發此一車系。蒙迪欧是从拉丁文的「世界」（mundus）演变而来。
蒙迪欧是歐洲福特開發的車型，第一代車型原本為了同時銷售全球市場，車身尺寸較同級車小，在美國市場被視為缺點。第二代車型之後主攻歐洲市場，在欧洲被分类为大型家用车，1993年推出時獲選為歐洲年度風雲車(Car of the year)；直至第四代因「一個福特」(One Ford)的全球化策略下與美國的Fusion合併關係，蒙迪歐再次成為全球性車款。
隨着消費者購車需求轉變、休旅車及跨界休旅車於全球日漸流行，引致全球中大型房車的銷量快速下跌，美國福特宣佈於2020年起正式停止生產Fusion，而歐洲福特則在2022年3月起正式停止生產第四代Mondeo；但由於中大型房車市場在中國市場仍有相當消費潛力，所以在第五代開始，Mondeo的中大型房車版本只銷售於中國市場并少量向中东国家出口；而歐、美等地区则直接停产,不再有后续车型.

## 第一代

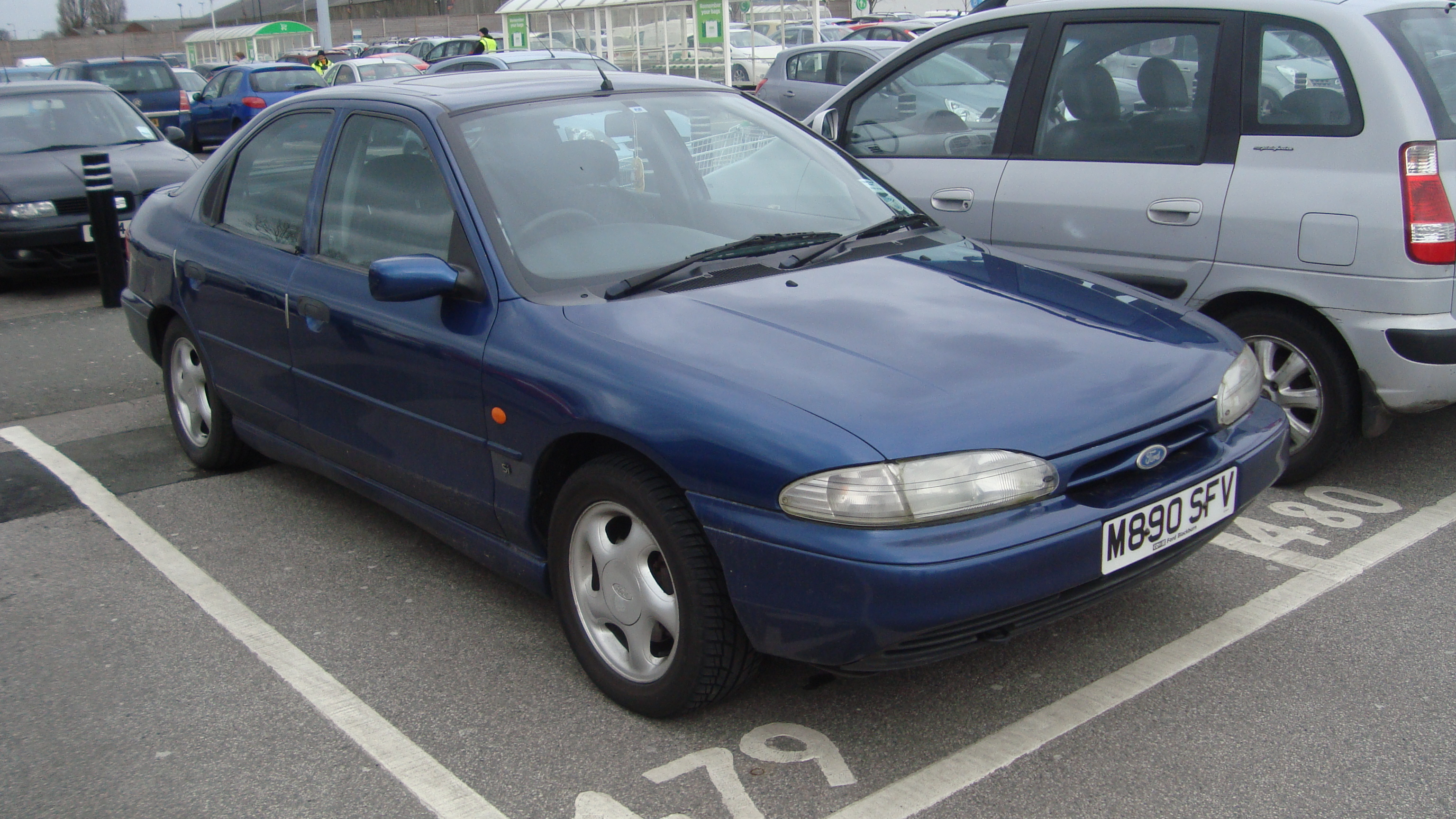
第一代

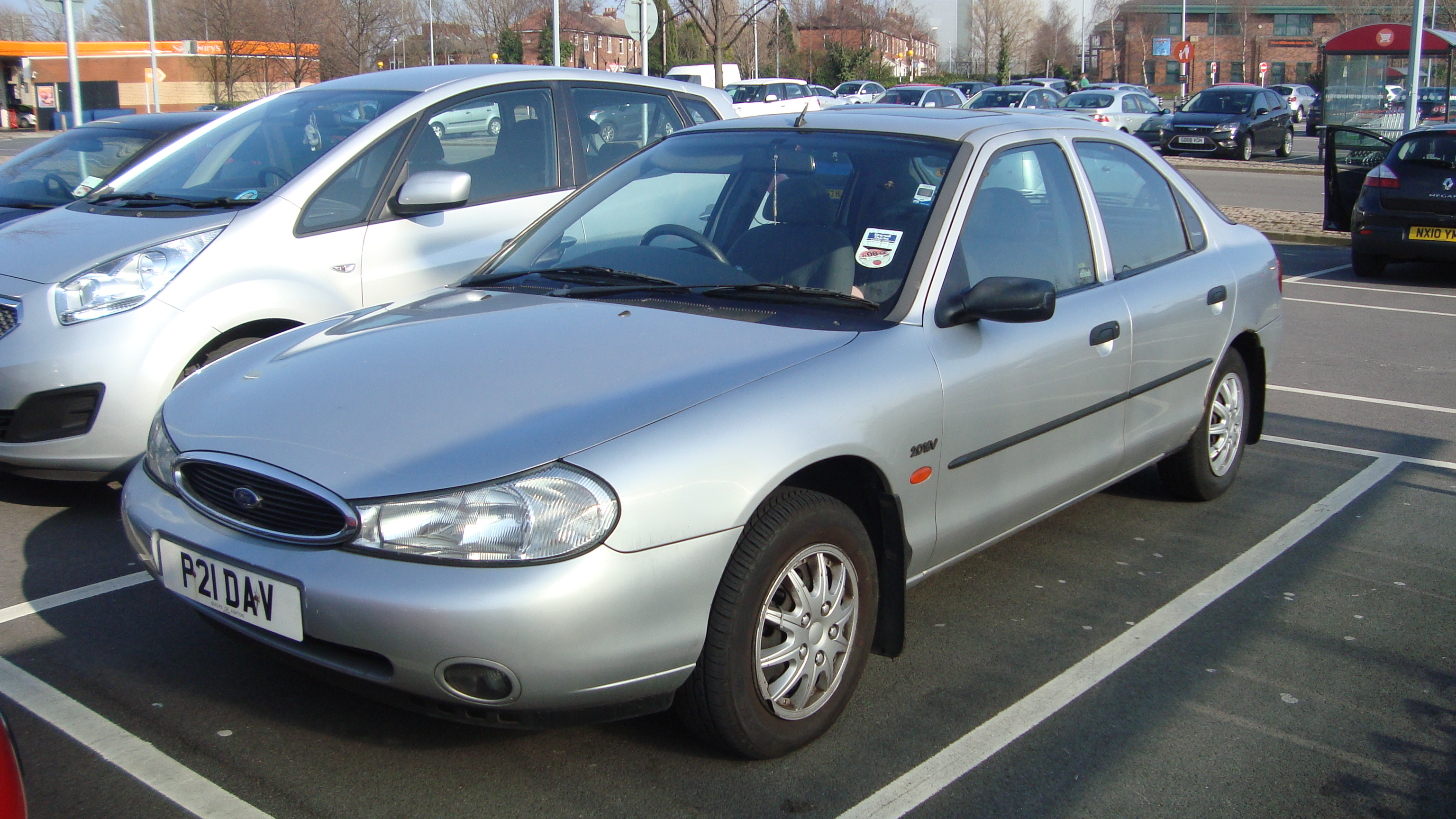
第一代小改款

第一代車款為混合各國口味外型上較無特色，車身尺寸也比當時美國的中型車小以適合各國大小不一的街道，美國市場銷售的Mondeo稱為Contour。1996年的福特蒙迪欧小改款版本的車頭燈採用1992年福特概念車傑作Ford Ghia Focus沿圓弧引擎蓋作車頭燈造形的創新設計，可使車頭看起來更修長精密，影響2003年BMW 5系列、雪鐵龍C4(2004)、快意Sedici、鈴木SX4、克萊斯勒Sebring(2007)、雪佛蘭／霍頓Epica(2007)、法拉利458 Italia(2009)等多款汽車的頭燈設計；底盤操控也得到專業媒體優良評價。美國暢銷書《引爆趨勢》書中提及Mondeo美國版Mercury Mystique操控起來如歐洲高級車。英國BBC汽車節目Top Gear測試過第二代Mondeo後，認為有Mondeo人們其實就不需買更貴的車。2012年英國老牌汽車雜誌Autocar稱讚福特Mondeo依然是同級車的領導者。

## 第二代

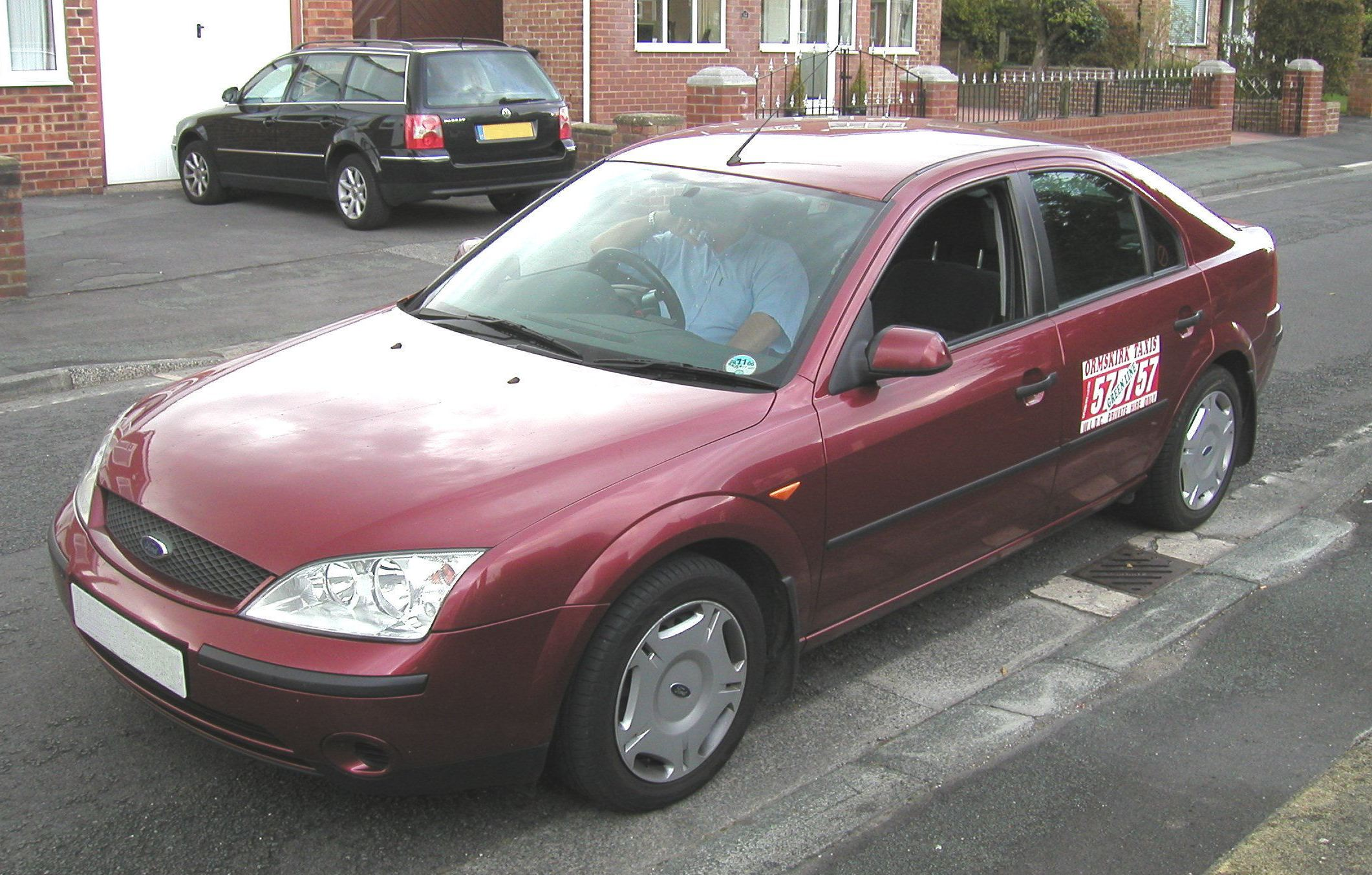
第二代

1997~2001，自第二代开始，蒙迪欧并没有在美国及加拿大市场销售，美国市场由车身较大的福特Fusion代替。虽然福特是一间以美国为总部的公司, 但蒙迪欧却完全不是美国车, 而是欧洲车，另外，蒙迪欧在英国长期是中型轿车销售冠军，在中国也是福特销售额量最好的车型之一。在台湾由于第一代小改版（Mk2）车款的自动变速箱故障率偏高，致第二代（Mondeo Metrostar）之后的车款销售数量不如同级距的豐田Camry及日产Teana等车款。

## 第三代

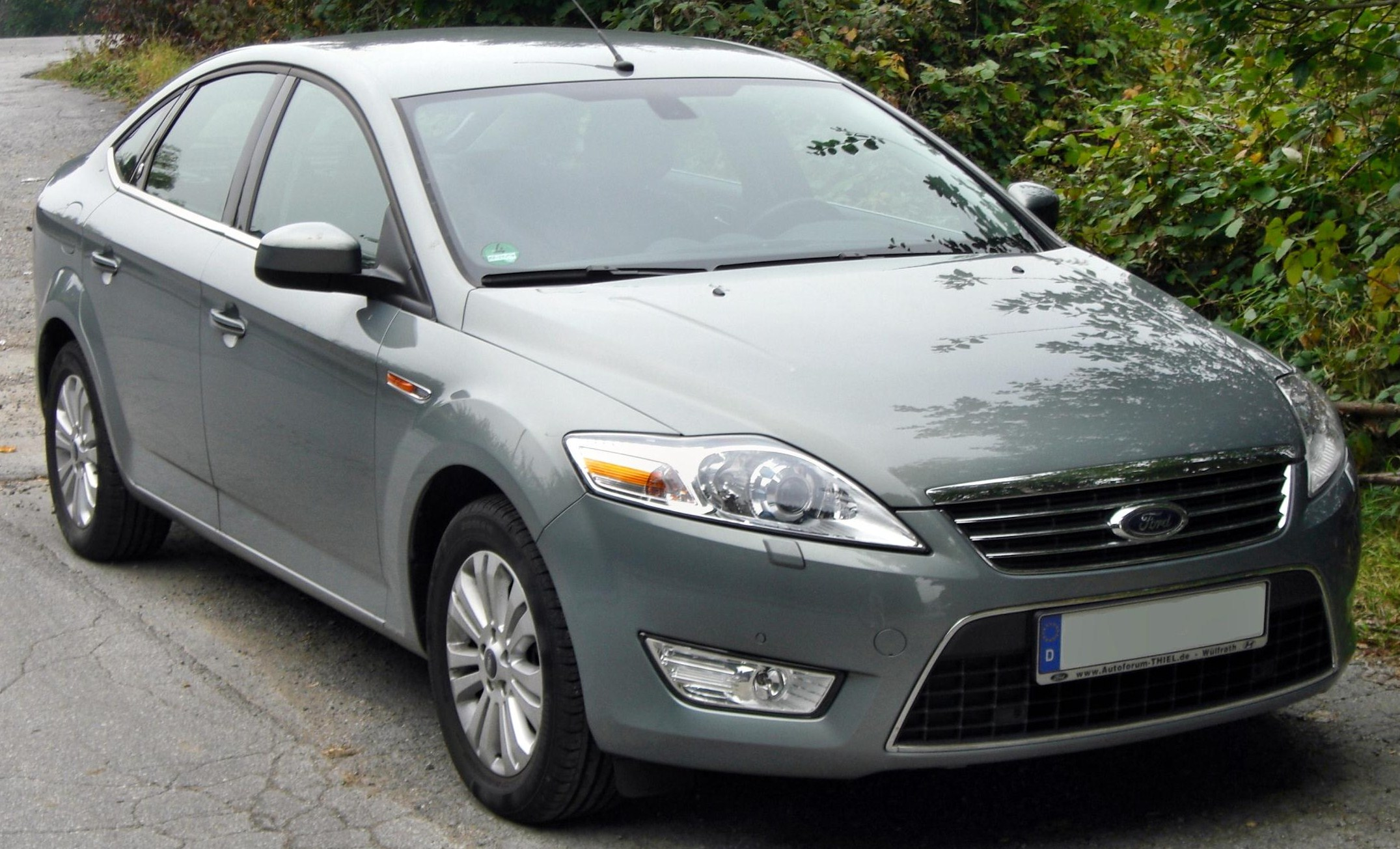
第三代

第三代的蒙迪歐於2006年末推出，並使用由富豪研發的EUCD汽車平台，於比利時的亨克製造。
而該車款於電影新鐵金剛智破皇家賭場中登場，成為飾演詹姆士·龐德的演員 — 丹尼爾·基克於片中的第一部座駕。

## 第四代

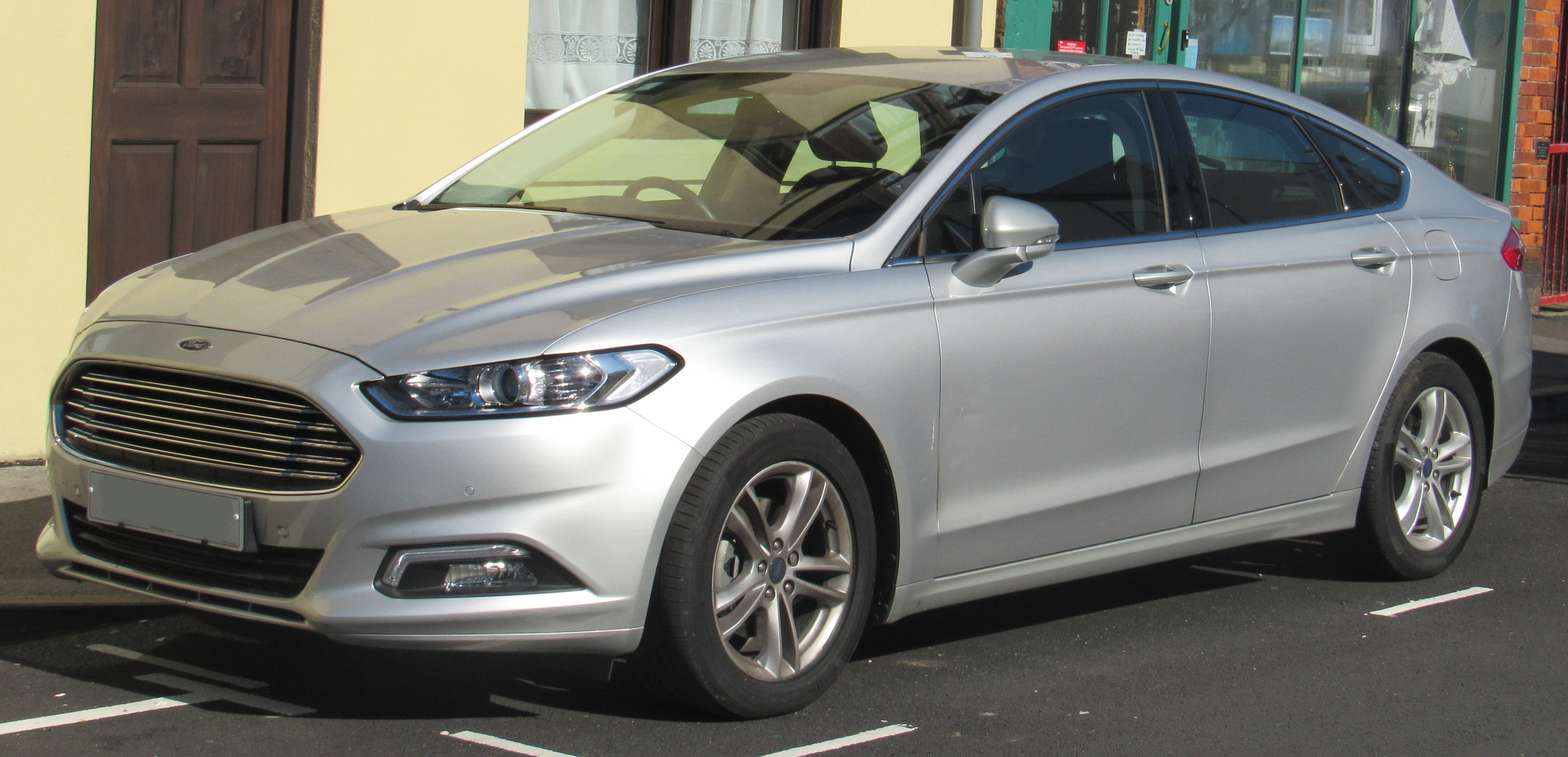
第四代

2012年1月22日，美國福特於北美國際車展中正式發佈第二代Fusion，並同時透露將會在「一個福特」(One Ford)的全球化政策下將Fusion與Mondeo合併，並採用相同技術平台打造此車型，自此福特Mondeo再次成為「世界車」；而第四代的Mondeo亦於2012年10月的巴黎車展中發表，原定於2013年上市，但由於受到歐洲福特的重組計劃影響而被延遲至2014年10月上市，而原產地則由比利時的亨克遷移至西班牙的華倫西亞製造。
2013年8月，第四代福特蒙迪歐率先在中國上市，成為首個歐美以外國家率先開售此車款，並於中國重慶市的長安福特的工廠內生產。
隨着消費者購車需求轉變、休旅車及跨界休旅車於全球日漸流行，引致全球中大型房車的銷量快速下跌，美國福特宣佈於2020年起正式停止生產Fusion，而歐洲福特則在2022年3月起正式停止生產第四代Mondeo，並由下一代起轉型為一款跨界休旅車取代。

### 2011-2012 改款
2011改款长安福特引入 EcoBoost 2.0T 发动机与 PowerShift 双离合变速箱。
2012改款仅引入一款新的运动旗舰版，是在2011豪华运动导航版基础上改装而成。

### 发动机（长安福特）

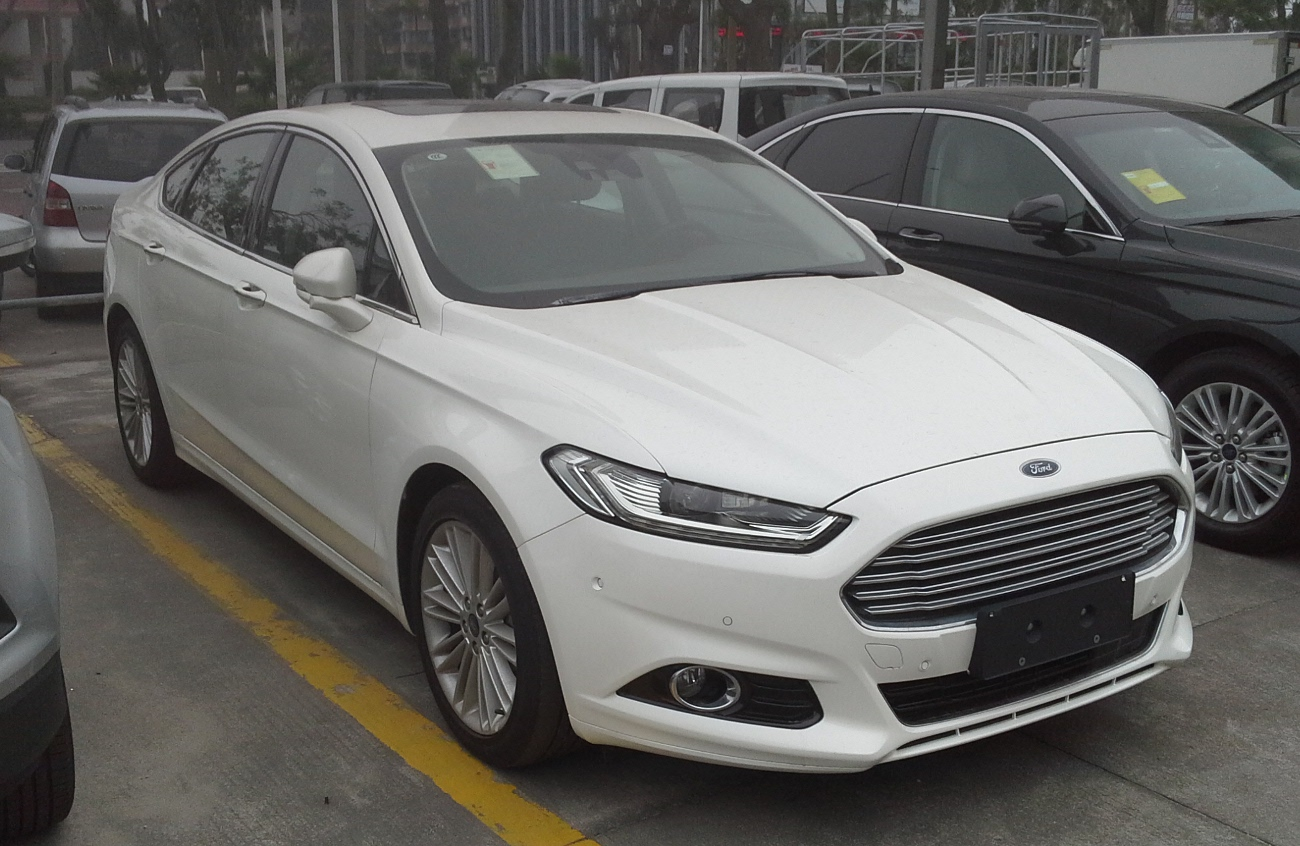
长安福特蒙迪欧

长安福特为2011款给出了4种规格的发动机，其中2.0L只配给手动档型号，2.3L让然沿用上一代动力总成。而新的2.0T则统一配备了 PowerShift 变速箱。
| 型号 | 排量     | 功率                                  | 扭矩                                  |
| ---- | -------- | ------------------------------------- | ------------------------------------- |
| 2.0  | 1998 cm³ | 107 kW（145 PS；143 hp） @ 6000 rpm   | 184 N·m（136 ft·lbf） @ 4500 rpm      |
| 2.3  | 2260 cm³ | 117.6 kW（160 PS；158 hp） @ 6500 rpm | 205 N·m（151 ft·lbf） @ 4500 rpm      |
| 2.0T | 1999 cm³ | 149 kW（203 PS；200 hp） @ 6000 rpm   | 300 N·m（221 ft·lbf） @ 1750-4500 rpm |
| 2.0T | 1999 cm³ | 176.5 kW（240 PS；237 hp） @ 6000 rpm | 340 N·m（251 ft·lbf） @ 1900-3500 rpm |

## 第五代（中國版本）
2022年1月17日，長安福特於上海的福特中國設計中心發佈了第五代的Mondeo的中大型房車版本，並由福特中國團隊主導其車型的設計與研發工作，將由長安福特的工廠內生產，並於2022年內只限在於中國境內上市；同年5月，福特宣佈其車型將會在中東上市，並會以福特金牛座的名義發售。

## 網路資源
台灣第一個 MONDEO車主俱樂部於 1999年成立MONDEO車友會 （页面存档备份，存于）
彙集自 1993年起第一批進口MONDEO至 2021年最新一代MONDEO車主，並於 2013年建立FB粉絲專頁 MONDEO車友會 （页面存档备份，存于）
台灣Mondeo車主自發的俱樂部 Mondeo Sport Club （页面存档备份，存于）

## 引用
1. ↑  Lester A. Digman. . DAME Publications. 1997. ISBN 9780873936194. ISBN 0873936191.
2. ↑  . Motor1.com.   [2024-06-28]. （原始内容存档于2024-05-29） （英语）.
3. ↑  . ford.com.cn.   [2012-11-01]. （原始内容存档于2014-06-29）.
4. ↑  Thanos, Pappas. . Carscoops. 17 January 2022  [5 August 2022]. （原始内容存档于2022-09-28）.
5. ↑  Kable, Greg. . Autocar. 9 November 2021  [20 November 2021]. （原始内容存档于2021-11-12）.